# Dombay Ede
Dombovári és iváncsfalvi Dombay Ede (Nyitraivánka, 1855. október 16. - 1897. április 4.) író, költő, újságíró, hivatalnok.

## Élete
Dombay Sándor földbirtokos és setétkuthi Setéth Mária fia, Dombay Hugó ügyvéd, költő, író, festő, zenész és Szabó Vincéné Dombay Piroska testvére. 1883-ban eljegyezte gergelyfalusi Szabó Ilonát (1868), nemespanni Szabó István (1845-1901) megyei hivatalnok, és apaji Ernyey Emília (1848) lányát.
A gimnázium négy osztályát 1870-ig a Nyitrai Piarista Gimnáziumban, a főreáliskolát 1875-ben Pozsonyban végezte. 1881-től vármegyei tisztviselő, 1884. májusától Berchtold László grófnak és az év végétől gróf Gyürky Ábrahám főispánnak titkára és megyei aljegyző volt Nyitrán, majd Szakolcán lett városi főjegyző. 1886-tól a Budapesti Királyi Magyar Tudomány-Egyetem jogi hallgatója volt.
Sírhelye a nyitrai temetőben van, de a felirat szerint Szakolcán volt eltemetve.
Tréfás verseket és adomákat írt Pozsonyból az Üstökösbe (1873-1874, 1883), a Nyitrai Közlönybe (1876-1878), a Nyitramegye politikai hetilapba 1882-ben tárcákat, értekezéseket, verseket és apróságokat írt, elbeszéléseket és rajzokat pedig a Felvidéki Magyar Közművelődési Egyesület Naptárába (1886), az Érsekujvár és Vidékébe (1890) és az Érsekujvári Naptárba (1891). Szerkesztette a Villám című élclapot 1878. augusztus 23-tól 1879. januárjáig Nyitrán. Álneve: Tyúk Miska, s többféle egyéb jegyet is használt a lapokban. 1883-ban az ő prologját szavalta Eszéki Emma a nyitrai színház megnyitásakor. 1885-ben Gyürky Ábrahám főispán beiktatására is írt költeményt, melyet a színházban szavaltak el. 
A nyitrai Katholikus Egylet tagja, és a Nyitrai Kerületi Nőegylet titkára volt.
1891-ben két oklevelet ajándékozott a Magyar Nemzeti Múzeumnak.

## Művei
- 1882 Szivemből. Nyitra (versfüzet)
- 1882 Hallatlan botrány. Nyitra (röpirat Kaufmann Ármin szerk. ellen)
- 1884 Prolog a nyitrai szinház megnyitásakor. Nyitra
- 1884 Pattai emlék (költemény)[11]